# Broken & Beautiful (album de Kate Alexa)
Broken & Beautiful este primul album de studio al cântăreței australiene Kate Alexa, lansat în Australia pe 25 septembrie 2006 de Liberation Music.